# کول داسیلوا
کول داسیلوا (انگلیسی: Cole Dasilva؛ زادهٔ ۱۱ مهٔ ۱۹۹۹) بازیکن فوتبال اهل بریتانیا است.
از باشگاه‌هایی که در آن بازی کرده‌است می‌توان به اشاره کرد.
وی همچنین در تیم‌های ملی فوتبال ولز، Wales national under-16 football team, England national under-16 football team, Wales national under-17 football team, Wales national under-19 football team, Wales national under-20 football team، و زیر ۲۱ سال ولز بازی کرده‌است.